# Aphidura gypsophilae
Aphidura gypsophilae är en insektsart. Aphidura gypsophilae ingår i släktet Aphidura och familjen långrörsbladlöss. Inga underarter finns listade i Catalogue of Life.